# Mulher Portuguesa (Delaunay)
Mulher Portuguesa (Portuguese Woman, em inglês), é uma pintura a óleo sobre tela de 1916 de Robert Delaunay (1885-1941), pintor francês do início do século XX, que se encontra no Museu de Arte de Columbus (Ohio).
A obra está assinada e datada no canto inferior direito: "r. delaunay 1916"
Delaunay executou esta pintura, também conhecida como Mulher Alta Portuguesa, para além de várias naturezas mortas e outras cenas de vida ibérica, na época trágica da I Guerra Mundial. Acompanhado da esposa, a também artista Sonia Delaunay, e do filho de ambos, Charles, Delaunay estava de férias em Espanha quando a guerra deflagrou, tendo depois seguido para Portugal onde alugaram uma moradia com o seu amigo artista Eduardo Viana. O ritmo lento da vida, afastado da violência longínqua das trincheiras, atraiu a sensibilidade do pintor.
É difícil imaginar, quando se aprecia Mulher Portuguesa e desfrutando a paleta vibrante das suas cores felizes, que esta pintura foi executada num tempo de, nas palavras de Delaunay, “cataclismo e de arte catastrófica”.
A pintura foi doada em 1991 ao MAC por Howard D. Sirak e Babette L. Sirak.

## Descrição
Mulher Portuguesa está repleta dos discos que constituem como que a assinatura de Robert Delaunay e que são utilizados para representar um chapéu, pratos, bandejas, um tapete e o fundo. Formas discóides e curvas voluptuosas encontram-se por toda a composição, misturando luz com a fertilidade feminina e a fecundidade da terra. Plantas, representadas pela folhagem suculenta dos ramos florescidos, estão também representadas na decoração da blusa da mulher. A face dela está desenhada com sensibilidade e usa um boné à moda dos discos concêntricos. Ombros redondos e uma figura confortavelmente redonda misturam-na muito naturalmente nas curvaturas da pintura.
Segundo Janet M. Torpy, as referências ao sol e à sua luz ocorrem em todas as obras de Delaunay, independentemente do tema ou da sua posição cronológica. Mas embora os discos de Mulher Portuguesa demonstrem que a obra saiu do seu pincel, o verdadeiro génio de Delaunay é revelado pela magia da cor vívida, brilhante e quase animada: as cenas portuguesas constituiram o meio perfeito para o desenvolvimento do verdadeiro estilo de Delaunay.
Tendo sido um escritor prolífico e auto-comentador de sua vida, obras e teorias, Delaunay escreveu que o conceito de "simultaneidade das cores cria uma construção formal total, uma estética de todas as artes". Esta visão da simultaneidade associou os Delaunays, tanto Robert como Sonia, aos Futuristas italianos, um grupo de artistas de vanguarda, e afastou-os dos cubistas iniciais, ou analíticos.
Ainda segundo Janet M. Torpy, usando as cores para produzir emoção e movimento, dois temas completamente afastados, Delaunay pinta não apenas um momento do seu refúgio em Portugal como revela o progresso do seu próprio estilo. Certamente que as mulheres rurais usam xailes e pratos de cerâmica banhadas pela soalheira, pelo que não admira que Delaunay tenha pintado uma tal cena. Mas o que cativa o espectador não é a iluminação suave e pastoril afastada dos horrores da guerra, mas a facilidade da cor, a claridade da visão e o potencial da técnica de Delaunay.

## Ligação externa
- Página web do Museu de Arte de Columbus (Ohio),